# Prostomis mandibularis
Prostomis mandibularis là một loài bọ cánh cứng trong họ Prostomidae.

## Hình ảnh

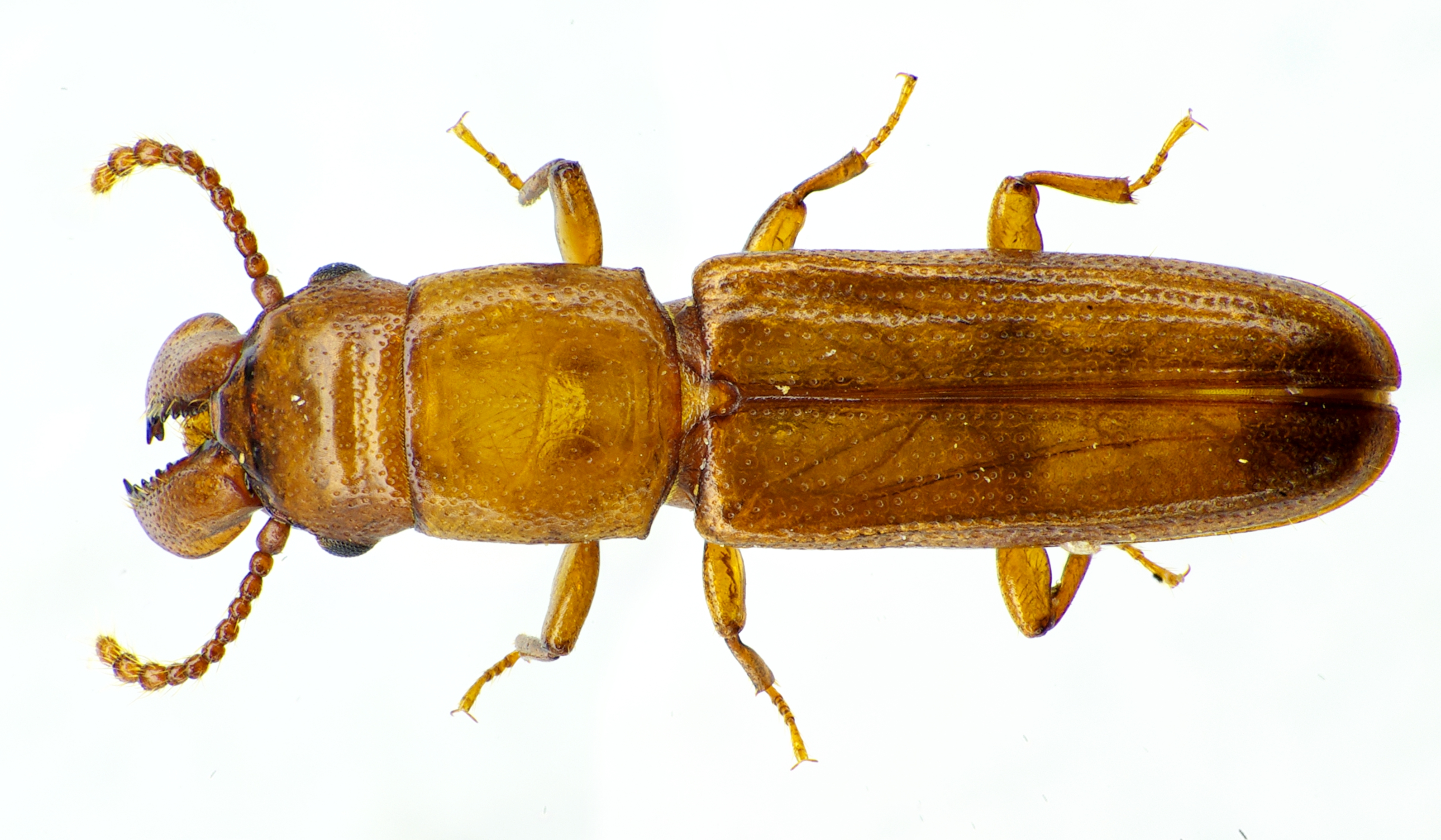
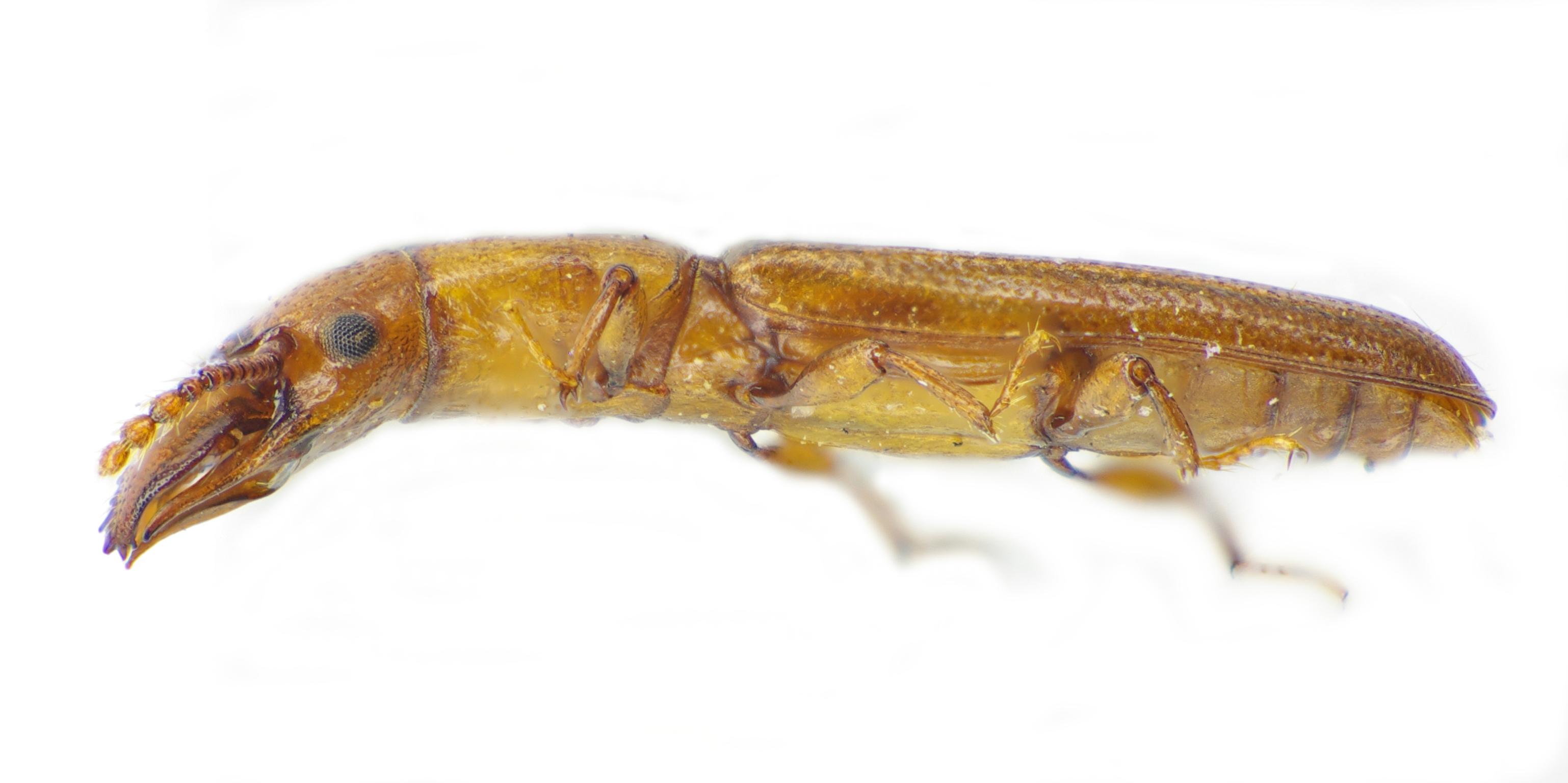
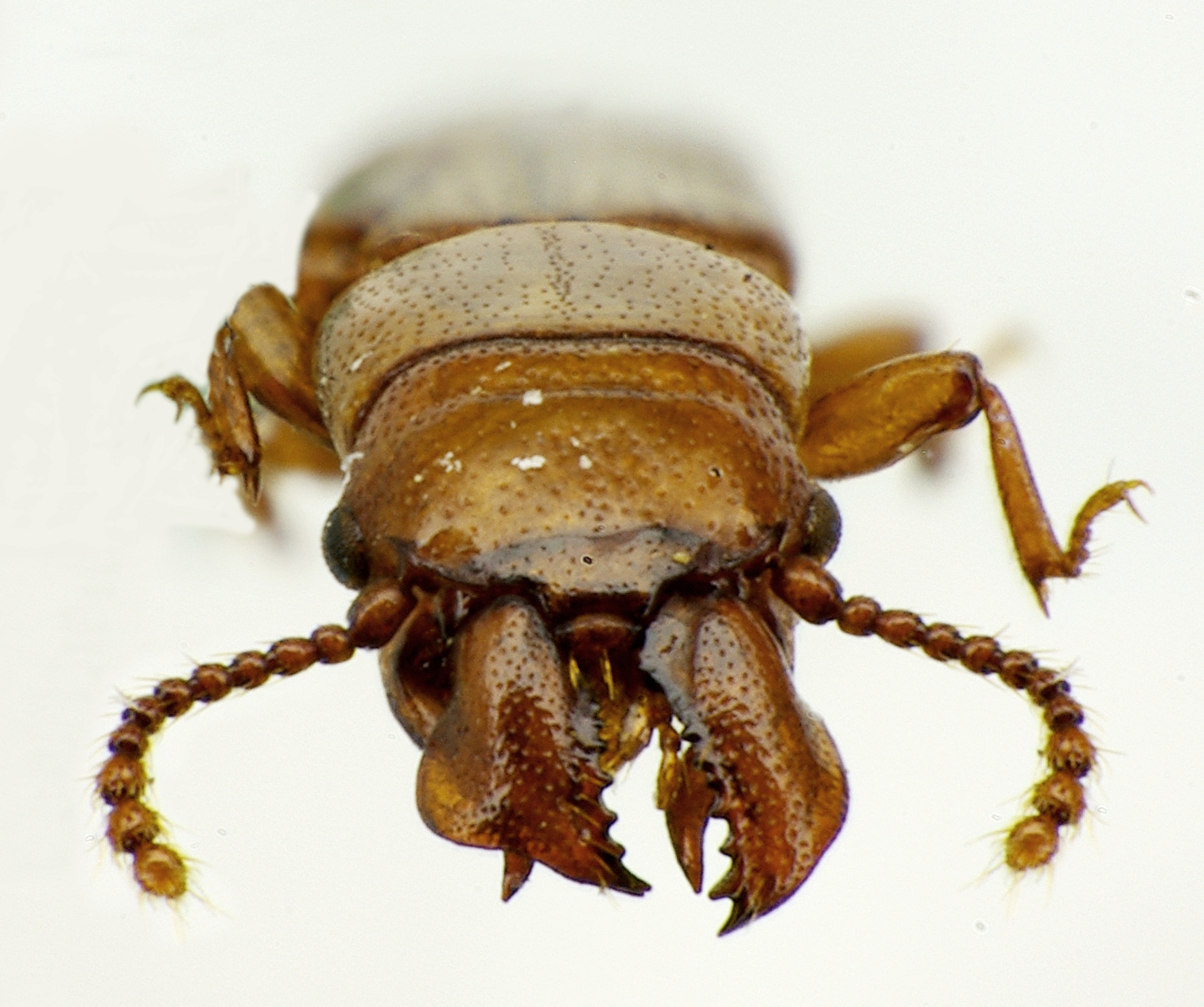
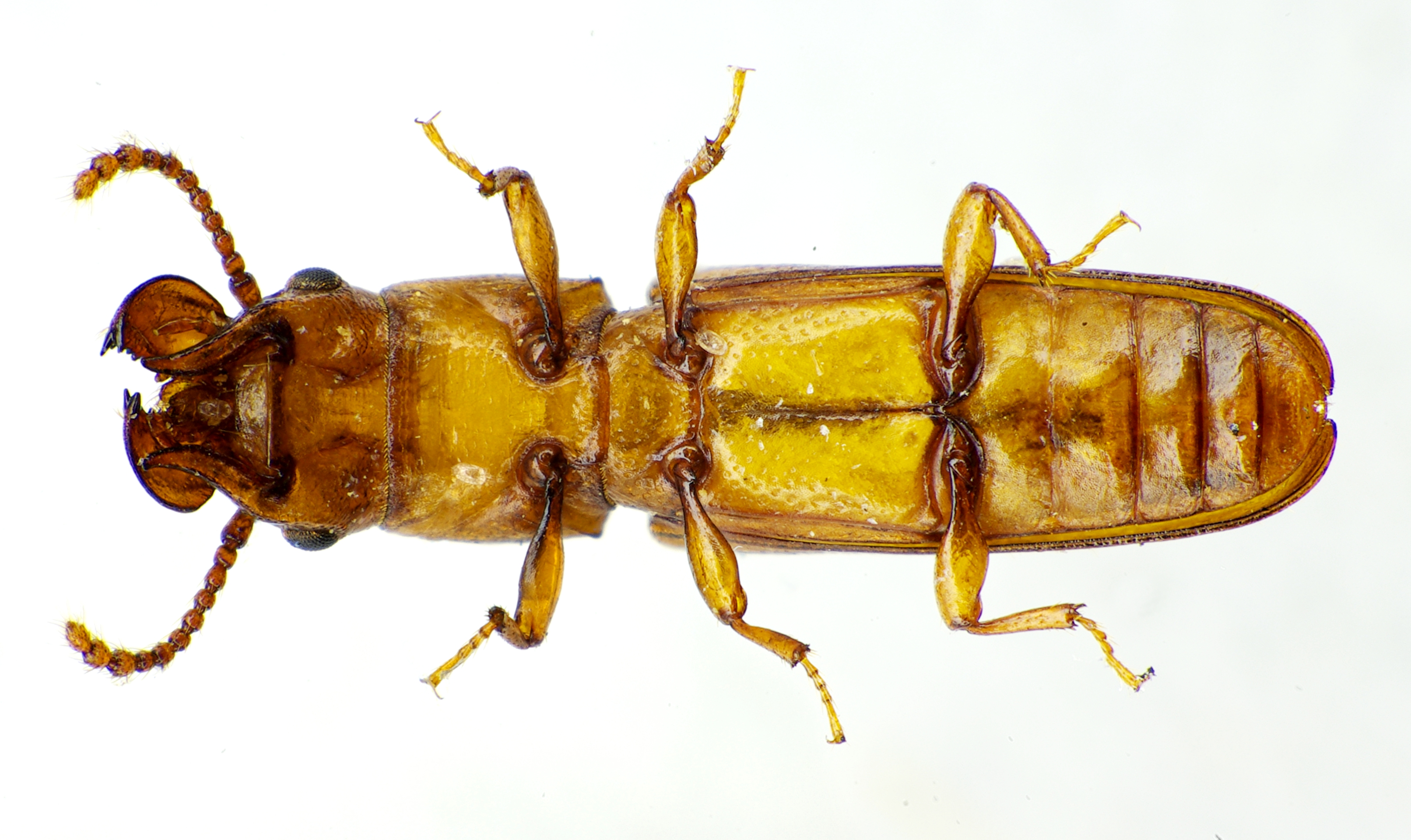